# Bundesverband der Deutschen Standesbeamtinnen und Standesbeamten

Logo

Der Bundesverband der Deutschen Standesbeamtinnen und Standesbeamten e. V. (BDS) mit Sitz in Bad Salzschlirf ist Dachverband von 17 Landesverbänden/Fachverbänden und organisiert einerseits als Träger der Akademie für Personenstandswesen und der Akademie für Staatsangehörigkeitsrecht und Meldewesen die berufliche Bildung und Fortbildung für die Beschäftigten im Personenstandswesen und verwandter Gebiete und fungiert andererseits als Interessenvertretung der etwa 30.000 Standesbeamtinnen und Standesbeamten auf Bundesebene.
Der Verband ist privatrechtlich organisiert und erhält keine staatlichen Zuschüsse und ist Mitglied im Europäischen Verband der Standesbeamtinnen und Standesbeamten.
Der heutige Verband wurde am 11. August 1920 wurde als „Reichsverband der Standesbeamten Deutschlands“ in Kassel gegründet. Am 8. September 1922 wurde er in den „Reichsbund der Standesbeamten Deutschlands“ umbenannt. Nach dem Krieg erfolgte die Umbenennung in „Bundesverband der Deutschen Standesbeamten“.
Es gibt 16 Landesverbände.